# Victoria’s Secret

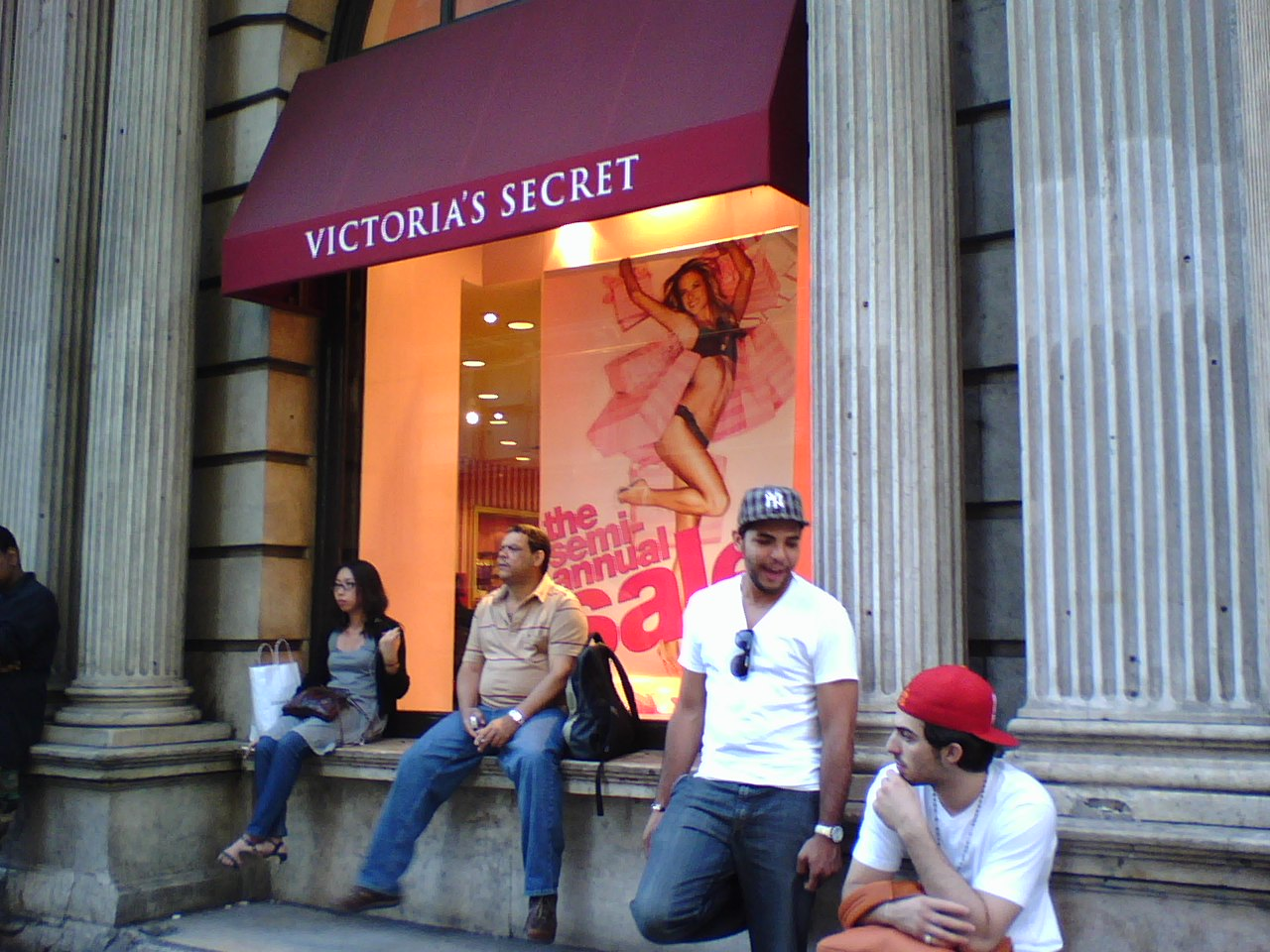
O filială a casei de modă

Victoria’s Secret este o casă de modă americană, ce face publicitate mai ales pentru dessous (lenjerie de damă care se poartă sub jupă sau rochie), dar și alte articole de îmbrăcăminte și încălțăminte, ca și produse cosmetice și parfumuri. Compania a realizat în anul 2007 un venit de 5,607 milioane de dolari. Ea are în prezent 1.020 de filiale în SUA și 312 în Canada. În februarie 2008 compania avea 97.000 de angajați. A devenit renumită prezentarea anuală a noilor creații de modă la „Victoria’s Secret Fashion Show”.

## Modele
Printre fotomodelele care au făcut publicitate pentru Victoria’s Secret se numără: Adriana Lima, Alessandra Ambrosio, Doutzen Kroes, Marisa Miller, Miranda Kerr, Tyra Banks, Gisele Bündchen, Candice Swanepoel,Behati Prinslo,Karlie Kloss, Kendall Jenner, Gigi Hadid,Helena Christensen, Julia Stegner, Chanel Iman, Angela Lindvall, Fernanda Tavares, Ana Beatriz Barros, Oluchi Onweagba, Liya Kebede, Carmen Kass, Naomi Campbell și Heidi Klum. Unele dintre ele s-au retras, ca de exemplu în 2007, Gisele Bündchen, care a primit anual un gaj de 5 milioane de dolari de la Victoria’s Secret.

## Victoria's Secret Angels
Fotomodele angajate la Victoria’s Secret au fost denumite Angel („Îngeri”).
| Naționalitate          | Nume                      | Contract  | Prima angajare | Prezentare de modă            | Note                              |
| ---------------------- | ------------------------- | --------- | -------------- | ----------------------------- | --------------------------------- |
| Statele Unite          | Stephanie Seymour         | 1997–2000 | 1990           | 1995–2000                     | 1995 Fashion Show host            |
| Danemarca              | Helena Christensen        | 1997-1998 | 1996           | 1996–1997                     |                                   |
| Olanda                 | Karen Mulder              | 1997–2000 | 1992           | 1998–2000                     |                                   |
| Republica Cehă         | Daniela Peštová           | 1997-2002 | 1996           | 1998–2001                     |                                   |
| Statele Unite          | Tyra Banks                | 1997-2005 | 1996           | 1996–2005                     |                                   |
| Argentina              | Inés Rivero               | 1998      | 1998           | 1998–2001                     |                                   |
| Franța                 | Laetitia Casta            | 1998–2000 | 1997           | 1997–2000                     |                                   |
| Germania Statele Unite | Heidi Klum                | 1999–2010 | 1997           | 1997-2009 (host only in 2006) | Fashion Show host 2002, 2006–2009 |
| Brazilia               | Gisele Bundchen           | 2000-2007 | 1999           | 1999–2006                     |                                   |
| Brazilia               | Adriana Lima              | 2000-     | 1999           | 1999–2008, 2010-2011          |                                   |
| Brazilia               | Alessandra Ambrosio       | 2004-     | 2000           | 2000-2011                     | PINK spokesmodel: 2004-2006       |
| Republica Cehă         | Karolína Kurková          | 2005-2008 | 2000           | 2000–2008, 2010-              |                                   |
| Insulele Cayman        | Selita Ebanks             | 2005-2008 | 2004           | 2005-                         |                                   |
| Brazilia               | Izabel Goulart            | 2005-2008 | 2004           | 2005-2011                     |                                   |
| Statele Unite          | Marisa Miller             | 2007-2010 | 2002           | 2007–2009                     |                                   |
| Australia              | Miranda Kerr              | 2007-     | 2005           | 2006–2009 2011-               | PINK spokesmodel: 2006-2008       |
| Olanda                 | Doutzen Kroes             | 2008-     | 2004           | 2005–2006, 2008–2009 2011-    |                                   |
| Namibia                | Behati Prinsloo           | 2009-     | 2007           | 2007-2011                     | PINK Spokesmodel 2008-            |
| Africa de Sud          | Candice Swanepoel         | 2010-     | 2007           | 2007-2011                     | PINK Spokesmodel 2007-2010        |
| Regatul Unit           | Rosie Huntington-Whiteley | 2010      | 2006           | 2006-2010                     | PINK Spokesmodel 2006-2007        |
| Statele Unite          | Erin Heatherton           | 2010-     | 2008           | 2008-2011                     |                                   |
| Statele Unite          | Chanel Iman               | 2010-     | 2008           | 2009-2011                     | PINK Spokesmodel 2009-            |
| Statele Unite          | Lily Aldridge             | 2010-     | 2008           | 2009-2011                     |                                   |
| Statele Unite          | Lindsay Ellingson         | 2011-     | 2006           | 2007-2011                     |                                   |
| Statele Unite          | Karlie Kloss              | 2013–     | 2011           | 2011–                         |                                   |

Note: Cele mai multe modele Angels au început să lucreze cu compania înainte de semnarea unui contract de model. Ceea ce este scris mai sus indică primele campanii publicare și televizate, sau prima prezentare de modă.